# Givonne
Pour les autres significations, voir Givonne (rivière).
Ne doit pas être confondu avec Givone.
Givonne est une commune française située dans le département des Ardennes, en région Grand Est.
Ses habitants sont les Givonnais et les Givonnaises.

## Géographie
Les communes limitrophes sont  Balan, Bazeilles, Daigny, Illy, La Chapelle et Sedan.
La commune de Givonne est située dans la région Champagne-Ardenne à la lisière du massif ardennais. La forêt domaniale de Sedan couvre une bonne partie du territoire de la commune. La ville de Sedan se trouve à 4 km de Givonne. Le bourg est situé sur les bords de la rivière qui porte le même nom, la Givonne.

### Accès
La nationale 58 passe à l'est de la commune.
La route départementale 129 traverse la commune sur un axe nord-sud, se lie à la route départementale 977 qui elle traverse sur un axe sud-ouest/nord-est et distribue le bourg à l'ouest. Enfin, la route départementale 4a rejoint la RD 977 au nord est du bourg.
Le GR14 passe sur la commune.
La gare la plus proche est la gare ferroviaire de Sedan.
| Illy  |           | La Chapelle    |
| Sedan | Givonne   | Villers-Cernay |
| Balan | Bazeilles | Daigny         |

Les communes limitrophes se situent toutes dans le département des Ardennes. Elles sont au nombre de sept. À l'est de Givonne se trouvent les communes de Balan, Daigny, La Moncelle et Villers-Cernay tandis qu'au nord se situent les communes de La Chapelle et Illy. Sedan, également commune limitrophe, se trouve au nord-ouest de Givonne.

### Hydrographie
La commune est dans le bassin versant de la Meuse au sein du bassin Rhin-Meuse. Elle est drainée par le ruisseau de la Givonne, le ruisseau de la Bonne Fontaine, le ruisseau des Dix Frères, le ruisseau des Fraichis et le ruisseau de Mohimont,.
Le ruisseau de la Givonne, d'une longueur de 16 km, prend sa source dans la commune de La Chapelle et se jette  dans la Meuse à Bazeilles, après avoir traversé six communes. Elle traverse la commune sur un axe allant du nord-est au sud-est. Elle est rejointe en bordure du village, vers l'amont, par le court bras commun où confluent deux ruisselets : l'Oudar et le Claynes. On lui compte également deux autres affluents dans la commune : le ruisseau des Fraichis et le ruisseau de Mohimont.

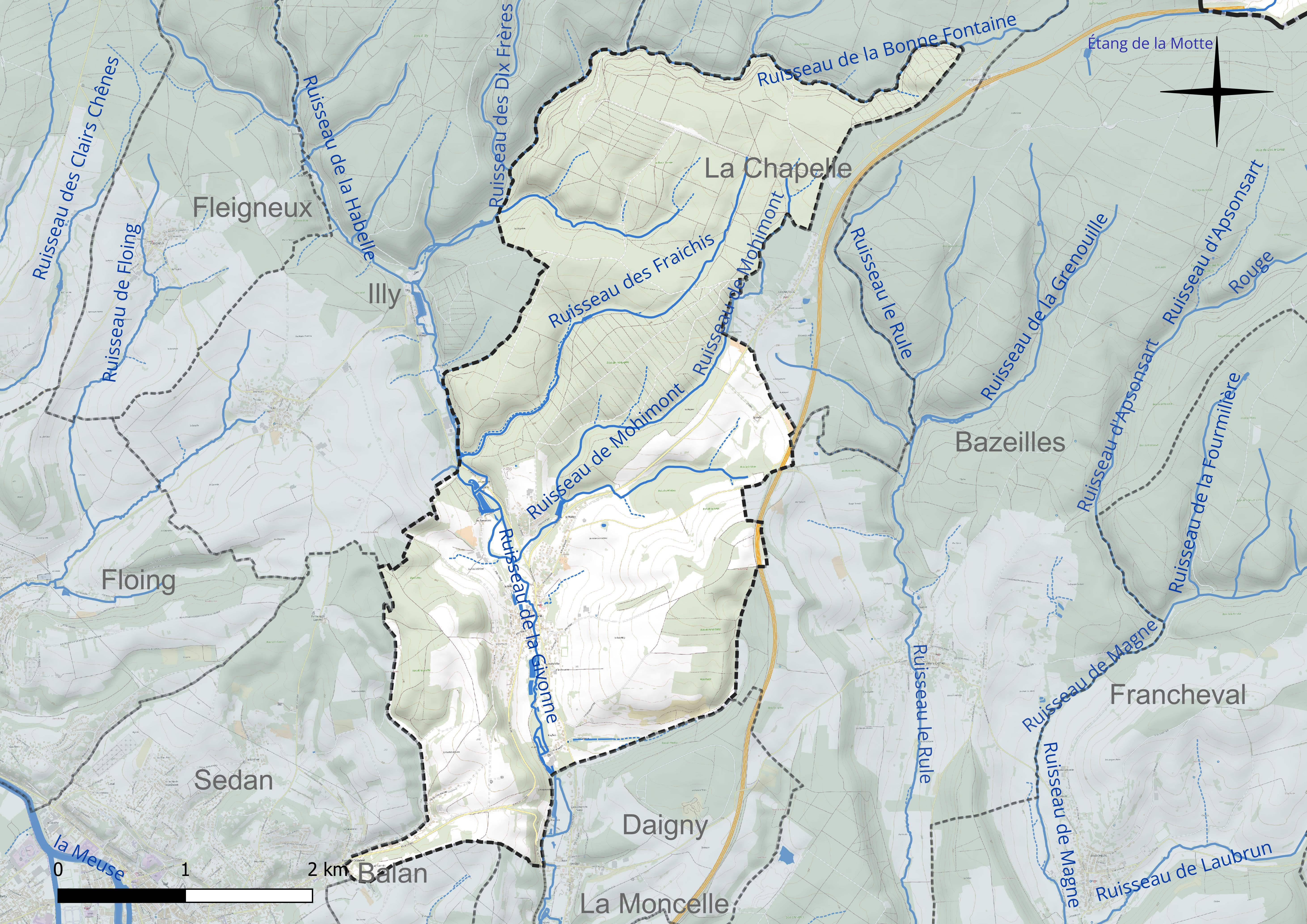
Réseau hydrographique de Givonne.

### Climat
Pour des articles plus généraux, voir Climat du Grand Est et Climat des Ardennes.
En 2010, le climat de la commune est de type climat de montagne, selon une étude du Centre national de la recherche scientifique s'appuyant sur une série de données couvrant la période 1971-2000. En 2020, Météo-France publie une typologie des climats de la France métropolitaine dans laquelle la commune est exposée à un climat océanique altéré et est dans la région climatique Lorraine, plateau de Langres, Morvan, caractérisée par un hiver rude (1,5 °C), des vents modérés et des brouillards fréquents en automne et hiver.
Pour la période 1971-2000, la température annuelle moyenne est de 9,3 °C, avec une amplitude thermique annuelle de 15,2 °C. Le cumul annuel moyen de précipitations est de 976 mm, avec 14,2 jours de précipitations en janvier et 9,9 jours en juillet. Pour la période 1991-2020, la température moyenne annuelle observée sur la station météorologique de Météo-France la plus proche, « Douzy », sur la commune de Douzy à 7 km à vol d'oiseau, est de 10,5 °C et le cumul annuel moyen de précipitations est de 857,0 mm. 
La température maximale relevée sur cette station est de 40,3 °C, atteinte le 25 juillet 2019 ; la température minimale est de −14,8 °C, atteinte le 3 janvier 2004,,.
Les paramètres climatiques de la commune ont été estimés pour le milieu du siècle (2041-2070) selon différents scénarios d'émission de gaz à effet de serre à partir des nouvelles projections climatiques de référence DRIAS-2020. Ils sont consultables sur un site dédié publié par Météo-France en novembre 2022.

## Urbanisme

### Typologie
Au 1er janvier 2024, Givonne est catégorisée commune rurale à habitat dispersé, selon la nouvelle grille communale de densité à 7 niveaux définie par l'Insee en 2022.
Elle est située hors unité urbaine. Par ailleurs la commune fait partie de l'aire d'attraction de Sedan, dont elle est une commune de la couronne,. Cette aire, qui regroupe 31 communes, est catégorisée dans les aires de moins de 50 000 habitants,.

### Occupation des sols
L'occupation des sols de la commune, telle qu'elle ressort de la base de données européenne d’occupation biophysique des sols Corine Land Cover (CLC), est marquée par l'importance des forêts et milieux semi-naturels (63,9 % en 2018), une proportion sensiblement équivalente à celle de 1990 (63,6 %). La répartition détaillée en 2018 est la suivante : 
forêts (63,9 %), prairies (16,1 %), terres arables (8,5 %), zones urbanisées (4,7 %), zones agricoles hétérogènes (4,6 %), espaces verts artificialisés, non agricoles (2,2 %). L'évolution de l’occupation des sols de la commune et de ses infrastructures peut être observée sur les différentes représentations cartographiques du territoire : la carte de Cassini (XVIIIe siècle), la carte d'état-major (1820-1866) et les cartes ou photos aériennes de l'IGN pour la période actuelle (1950 à aujourd'hui).

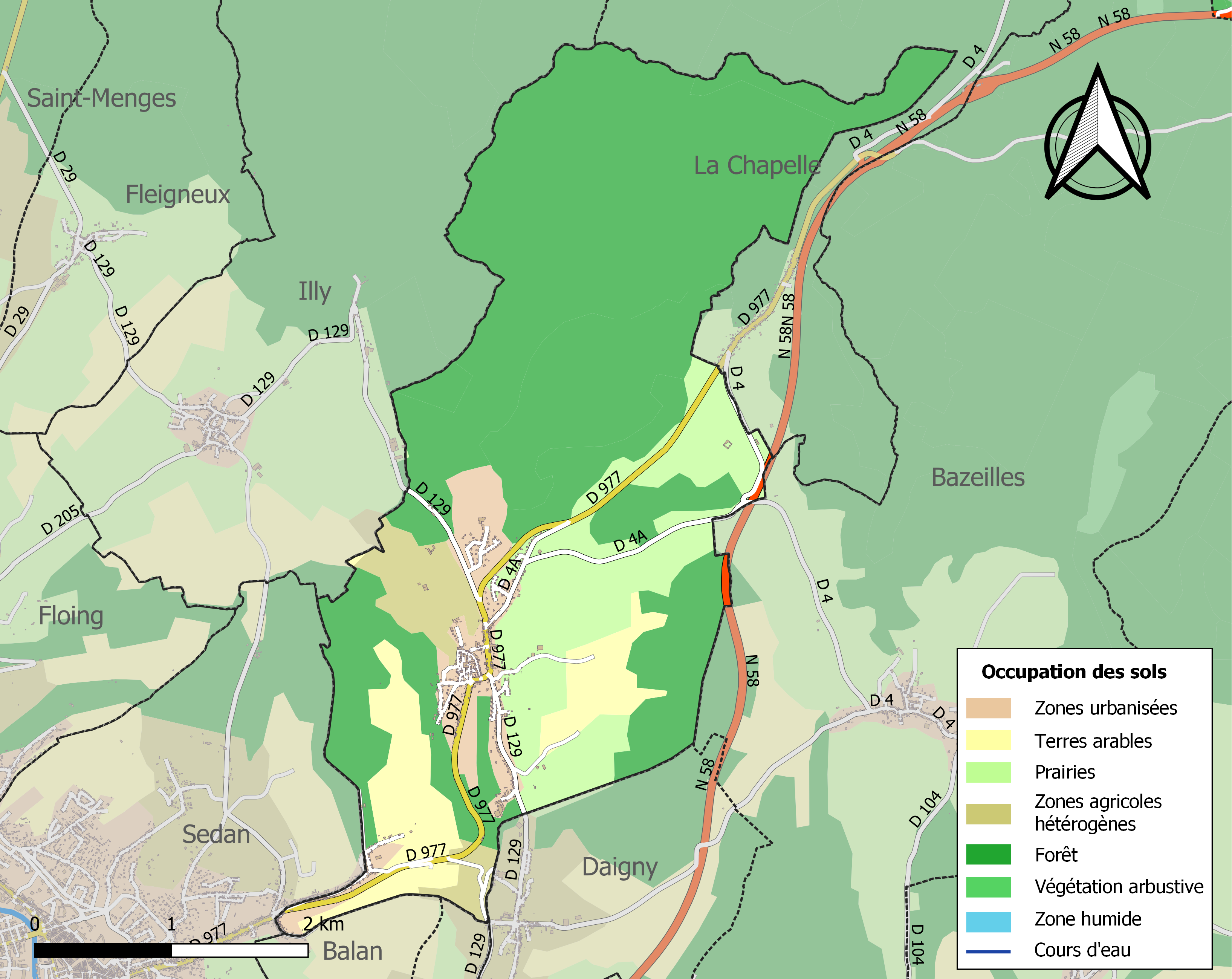
Carte des infrastructures et de l'occupation des sols de la commune en 2018 (CLC).

## Toponymie
Le nom de la commune de Givonne est la forme celtique d’éléments plus anciens. Le suffixe pré-celtique -onna, réemployé par les Gaulois, désigne un cours d'eau.
La Givonne, nom d'un affluent de la Vrigne, éponyme de la commune, a pu donner son nom au village.

## Histoire
Le village remonte à la protohistoire. Le village est un lieu de passage pour les Celtes, les Gaulois, et autres peuples.

### Période moderne

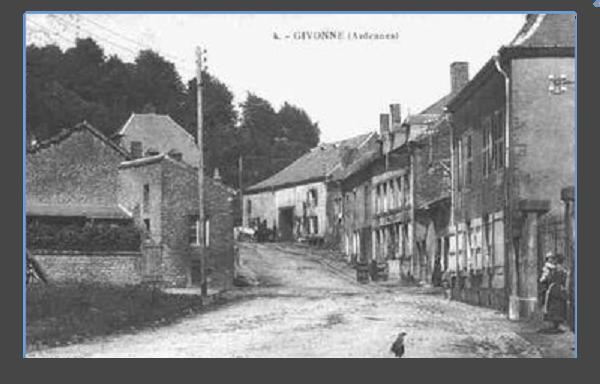
Givonne en 1900.

De 1560 à 1642, Givonne fait partie de la principauté de Sedan. Vers le milieu du XVIe siècle, Henri-Robert de La Marck crée à Givonne des fabriques de faux, dont l'activité dure jusqu’au  début du XXe siècle. Au début du XVIIe siècle, le village de Givonne vit des  moulins à farine et des forges. En 1672, le prince de Condé, lorsqu'il traverse les Ardennes pour aller faire la guerre en Hollande, séjourne à la Viré, une ancienne ferme située à l'entrée du village et qui appartient alors à Daniel de Guillon, seigneur de Réal.
Le 1er septembre 1870, alors que les troupes françaises du général Wolf se sont installées dans le village, dans une tranchée, plus tard appelée « la tranchée de Givonne », Wolf est tué dans le combat entre sa division et la division allemande de Von Pape. Après une longue résistance, les troupes françaises doivent se rendre. Le général allemand, pour honorer leur courage, permet aux officiers de garder leurs sabres.

### XXesiècle
En 1910, un chemin de fer traversant la commune est inauguré. Il fonctionna jusqu’en 1914, puis reprend après la Première Guerre mondiale de 1920 à 1932.
Le village est partiellement détruit pendant cette guerre.
Lors de la bataille de France, Givonne est prise le dimanche 12 mai 1940 par les Allemands de la Panzer-Auflklärung-Abteilung 90, unité de reconnaissance de la 10e Panzerdivision (de Ferdinand Schaal) qui s'apprête à franchir la Meuse le lendemain. Le 13 mai 1940, l'artillerie française tire ainsi sur les concentrations de troupes allemandes à Givonne pour gêner leurs préparatifs, sans réussir à les empêcher.

## Politique et administration

### Liste des maires
| Période                                  | Période | Identité                    | Étiquette | Qualité |
| ---------------------------------------- | ------- | --------------------------- | --------- | --- |
| maire en 1834                            | 1855    | François Bodson (1795-1856) |           | Maître de forges Conseiller d'arrondissement                                                                        |
| 1856                                     |         | Pierre Lamotte              |           | |
| 1876                                     |         | Camion                      |           | |
| maire en 1981                            | ?       | Jean-Marie Gélu             | RPR       | Ingénieur agronome                                                                                                  |
| mars 2001                                |         | Raymonde Mahut              | PS        | Retraitée de l'enseignement Vice-présidente d'Ardenne Métropole chargée du tourisme Réélue pour la mandat 2020-2026 |
| Les données manquantes sont à compléter. |         |                             |           | |

## Démographie
L'évolution du nombre d'habitants est connue à travers les recensements de la population effectués dans la commune depuis 1793. Pour les communes de moins de 10 000 habitants, une enquête de recensement portant sur toute la population est réalisée tous les cinq ans, les populations de référence des années intermédiaires étant quant à elles estimées par interpolation ou extrapolation. Pour la commune, le premier recensement exhaustif entrant dans le cadre du nouveau dispositif a été réalisé en 2005.

En 2022, la commune comptait 1 055 habitants, en évolution de +0,19 % par rapport à 2016 (Ardennes : −2,97 %, France hors Mayotte : +2,11 %).
| 1793 | 1800 | 1806 | 1821 | 1831  | 1836  | 1841  | 1846  | 1851  |
| ---- | ---- | ---- | ---- | ----- | ----- | ----- | ----- | ----- |
| 820  | 897  | 882  | 901  | 1 174 | 1 233 | 1 301 | 1 476 | 1 458 |

| 1866  | 1872  | 1876  | 1881  | 1886  | 1891  | 1896  | 1901  | 1906  |
| ----- | ----- | ----- | ----- | ----- | ----- | ----- | ----- | ----- |
| 1 329 | 1 408 | 1 388 | 1 434 | 1 421 | 1 350 | 1 314 | 1 183 | 1 121 |

| 1911  | 1921 | 1926 | 1931 | 1936 | 1946 | 1954 | 1962 | 1968 |
| ----- | ---- | ---- | ---- | ---- | ---- | ---- | ---- | ---- |
| 1 054 | 548  | 671  | 665  | 647  | 517  | 643  | 786  | 748  |

| 1975 | 1982  | 1990 | 1999 | 2005  | 2006  | 2010  | 2015  | 2020  |
| ---- | ----- | ---- | ---- | ----- | ----- | ----- | ----- | ----- |
| 924  | 1 004 | 926  | 992  | 1 093 | 1 124 | 1 134 | 1 057 | 1 056 |

| 2022  | - | - | - | - | - | - | - | - |
| ----- | - | - | - | - | - | - | - | - |
| 1 055 | - | - | - | - | - | - | - | - |

## Économie

### Agriculture
Le bourg est environné de bois, de champs et de pâtures. On trouve à Givonne plusieurs éleveurs, principalement de bovins et de chevaux ainsi qu'un apiculteur.

### Artisanat
On trouve à Givonne :
- un tatoueur-perceur ;
- diverses entreprises du bâtiment ;
- une boulangerie-pâtisserie ;

### Tourisme et loisirs
L'association sportive et culturelle du village de Givonne possède une salle des fêtes, la base de loisirs le Bannet, située près d'un centre équestre qui propose diverses activités : randonnées pédestres, tir à l'arc, randonnées à cheval en été et un domaine skiable.

## Vie locale
- L'association Familles rurales propose de nombreuses activités (tennis de table, gymnastique, danse, peinture, etc.).
- La bibliothèque municipale propose de nombreux ouvrages.
- La commune de Givonne possède un bureau de poste ainsi qu'une boulangerie-pâtisserie.
- Le commerce de proximité Vival et le bar le Rallye franco-belge ont été fermés en avril 2008.
- La collecte des ordures ménagères se fait le mercredi en semaine paire pour les déchets recyclables et non-recyclables

### Santé
On trouve à Givonne :
- un infirmier à domicile ;
- les ambulances Goedert-Dumont.

L'hôpital le plus proche est le centre hospitalier de Sedan, situé à 4 km de la commune.

### Enseignement
Givonne est rattachée à l'académie de Reims.
La commune possède une école (à la fois maternelle et primaire) avec logement de fonction : l'école de Givonne. Elle a retrouvé son aspect normal en 2004, date à laquelle les pré-fabriqués ont été détruits.

### Sports
Givonne dispose d'infrastructures sportives :
- La base de Loisirs du Bannet de Givonne offre de superbes balades en forêt, 100 kilomètres de parcours VTT balisés et même, lorsque la neige est de la partie, de belles promenades en ski de fond. Elle possède également une vaste plaine de jeux pour enfant (balançoires, toboggan, petit train en bois, bac à sable, mur d'escalade, mini-terrain de football et de nombreux bancs et tables).
- un stade municipal, dans la rue du Stade, où s'entraîne l'équipe U18 de l'AS Givonne.
- Un centre équestre, l'Etrier Ardennais, faisant partie de la base de loisirs du Bannet propose enseignements à tous niveaux et tous âges, balades dans les bois, concours hippique, pension et travail du cheval pour les propriétaires. Ils participent chaque année au Championnat de France avec leur meilleurs cavaliers.

### Cultes
Catholique, église Saint-Rémy, abbé Guérigen.
Dans les années 1800, se trouvait pas loin du château de Givonne, un temple protestant, qui fut par la suite transformé en ferronneries puis détruit pendant la Première Guerre mondiale.

## Culture locale et patrimoine

### Lieux et monuments
Le presbytère de Givonne fut construit dans les années 1790. L’école, quant à elle, date de 1840 et a été bâtie en raison de la loi Guizot.

#### Le laminoir de Givonne
Le laminoir de Givonne, des établissements Jeanlin, fut le premier de France. Situé sur la route de Givonne à Illy en bordure de la forêt de Sedan, il a été construit en 1777. Aucune modification n’a été apportée aux bâtiments. Les installations mécaniques n’ont été, quant à elles, que très peu modernisées après la guerre de 1914-1918. Le laminoir fonctionna jusqu’à son arrêt définitif en 1942 et fut démantelé en 1967, faute de main-d'œuvre qualifiée.
On peut voir exposées au château de Sedan certaines pièces sauvées lors de son démantèlement.

#### Les églises de Givonne

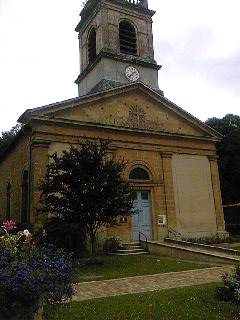
L'église du village de Givonne.

L’ancienne église se trouvait à l’entrée du village en face du monument aux morts à l’emplacement de l’usine Davenne détruite en 1940. Elle était utilisée par les paroisses de Givonne, Daigny et La Chapelle. En 1827, on a reconnu la nécessité de construire une nouvelle église en raison de l’état de vétusté de l’ancienne. En 1834, les plans préparés par M. Henriot, architecte à Toul, furent acceptés et les travaux entrepris en 1835. À l’intérieur de l’église Saint-Rémy de Givonne se trouvent de très beaux fonts baptismaux romans, hauts de 36 cm, avec des têtes d’angle dont un chien et deux lézards  datant du XIIe siècle. Fabriqués en calcaire taillé, ils ont été classés monument historique en 1964.

#### Le château de Givonne
C’est sur le pré des Rules qu’était construit l’ancien château de Givonne qui, pendant la Révolution française, servit de  « maison commune » et d’hôtellerie, pour les troupes de passage, ou la milice bourgeoise. La tour avait servi de prison. Il ne reste aujourd’hui que quelques vestiges : les fondations de la tour est et les débris de la tour ouest. Sur l'emplacement du château ont été construites les écoles et la mairie.

### Personnalités liées à la commune
- Henri-Robert de La Marck (1540-1574), prince de Sedan et duc de Bouillon.

### Héraldique
| Blason de Givonne | Blason  | D'argent au chevron de gueules accompagné de trois hures de sanglier de sable. |
| Blason de Givonne | Détails | Adopté le 17 novembre 2000.                                                    |